# ادیسه

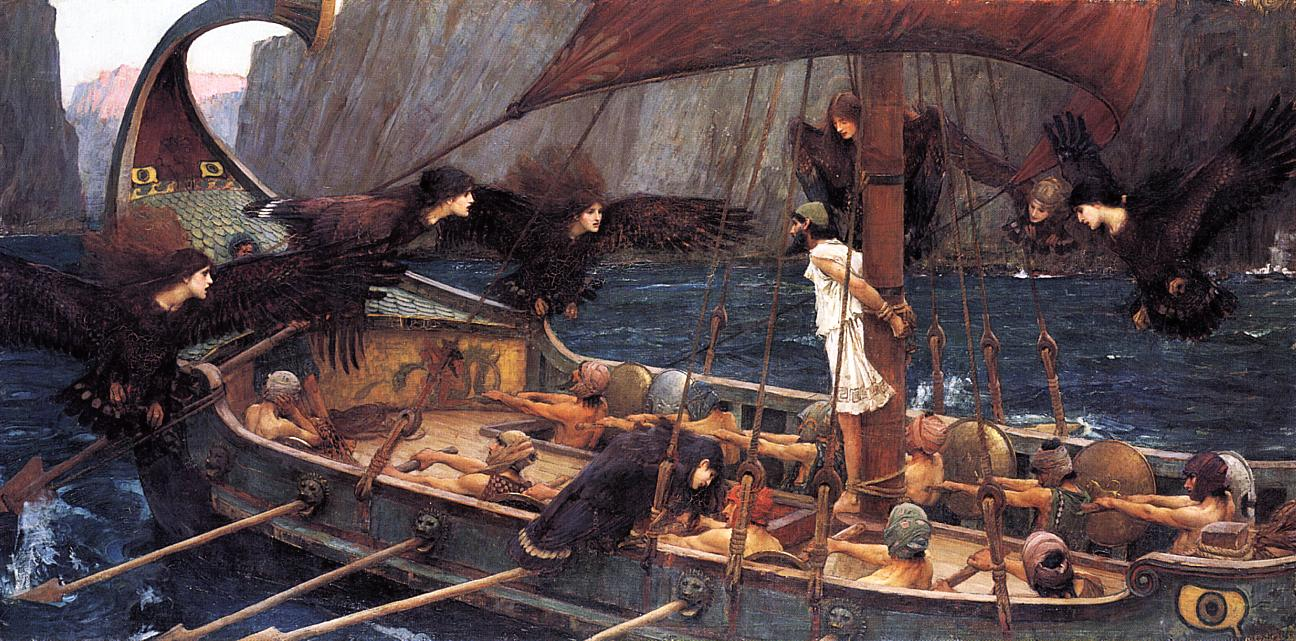

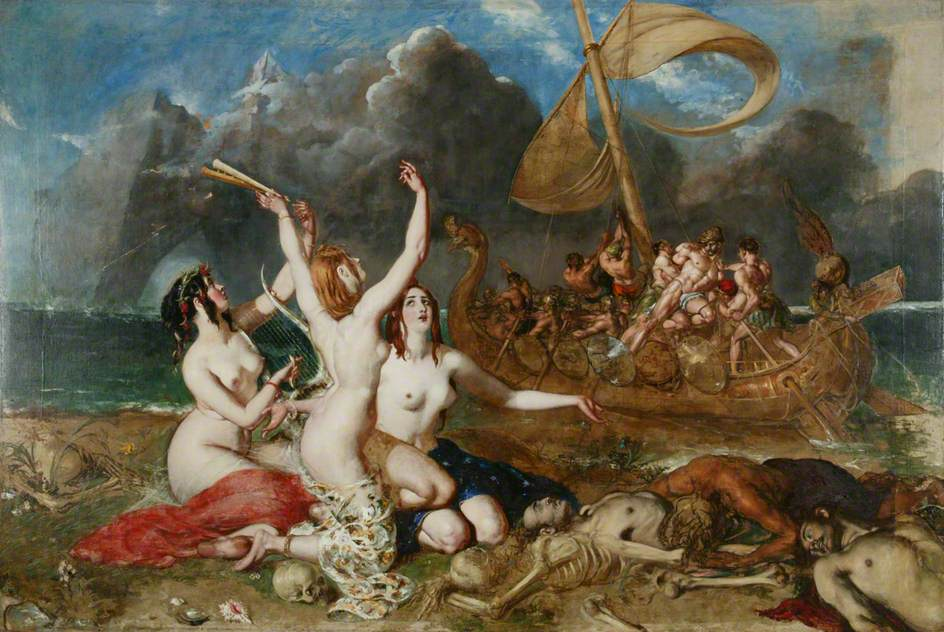
سیرن‌ها و اولیس، ۱۸۳۷

اُدیسه (به یونانی: Ὀδύσσεια) یکی از دو کتاب کهن اشعار حماسی یونان باستان اثر هومر است. ادیسه ادامهٔ ایلیاد است و به صورت مجموعه‌ای از سرودها گردآوری شده اما شیوهٔ نقل آن با ایلیاد تفاوت دارد.
ادیسه سرگذشت بازگشت یکی از سران جنگ تروآ (ادیسیوس یا الیس) فرمانروای ایتاکا است. در این سفر که ده سال به درازا می‌انجامد ماجراهای مختلف و خطیری برای وی و همراهانش پیش آمد و در نهایت ادیسیوس که همگان گمان می‌نمودند کشته شده، به وطن خود بازگشته و دست متجاوزان را از سرزمین و زن و فرزند خود کوتاه می‌کند.
ادیسه در کنار ایلیاد، دومین اثر حماسی هومر، داستان‌سرای یونانی است. این کتاب که در اواخر قرن ۸ پیش از میلاد مسیح نگاشته شده، یکی از تأثیرگذارترین آثار ادبیات مغرب‌زمین به‌شمار می‌آید. داستان این کتاب، ماجراهای شاه ادیسیوس از ایتاکا و همراهان او پس از جنگ تروآ و بازگشت به وطن است. در بسیاری از زبان‌ها «ادیسه» هم‌معنای سرگردانی و آوارگی است.

## خلاصه داستان
ادیسه در این داستان ماجراهای زیادی را دنبال می‌کند. او از پوسایدون خواست به او نشان دهد که چه کند تا در جنگ پیروز شود. پوسایدون به او می‌گوید که اسبی از جنس چوب و بسیار بزرگ بسازد و با حیله اسب را به عنوان هدیه صلح و آشتی وارد قلعه تروآ بکند و خود و افرادش در داخل اسب مخفی شوند تا بتوانند قلعه را تصرف کند اما پیشگویی، پادشاه تروآ را از بردن اسب به داخل قلعه منع می‌کند و پوسایدون فرمانروای قدرتمند دریا حیوان دست آموزش را می‌فرستد و پیشگو را هلاک می‌کند. پادشاه تروآ سرانجام اسب را داخل قلعه می‌آورد و شب هنگام ادیسه شبیخون زده و قلعه را تصرف می‌کند در حالی که با غرور فکر می‌کند به تنهایی قلعه را تصرف کرده پوسایدون عصبانی شده و ادیسه را محکوم می‌کند تا ابد در دریا سرگردان بماند. ادیسه در کشتی خود در دریای بی‌انتها به نفرین پوسایدون دچار می‌شود. دیری نمی‌رسد که به جزیره‌ای می‌رسند. در آن جزیره، غاری پیدا می‌کند که در آن غار غذای فراوانی وجود دارد. در غار با افرادش به عیش و نوش مشغول می‌شود غافل از آنکه صاحب غار غولی یک چشم بنام پولیتیموس فرزند پوسایدون است. پولیتیموس یکی از افراد ادیسه را می‌خورد و ادیسه با نیرنگ معجون خواب‌آوری به او می‌خوراند و سپس با چوبی که انتهای آن تیز است در خواب غول را کور می‌کند. غول در حالی که از درد فریاد می‌زند سنگ عظیمی که غار را می‌پوشاند کنار می‌زند و ادیسه و همراهانش فرار می‌کنند.
ادیسه دوباره راهی دریا می‌شود و برای برداشتن آب به جزیره‌ای پا می‌گذارد، در آن جزیره با آنوس فرمانروای باد و طوفان و پسر عموی پوسایدون برمی‌خورد و آنوس به باد فرمان می‌دهد که ادیسه را ظرف ۹ روز به ایتاکا زادگاهش برساند و باد را داخل کیسه کرده و به ادیسه می‌دهد. در راه در حالی که به ایتاکا رسیده بودند و ادیسه خواب بود افرادش خیانت کرده و در کیسه را به امید طلا باز می‌کنند اما طوفان حاصل از باد داخل کیسه آنها را دوباره در جزیره‌ای ناشناخته در دریا می‌برد.